# エドワード・ハッシー＝モンタギュー (初代ビューリー伯爵)
初代ビューリー伯爵エドワード・ハッシー＝モンタギュー（英語: Edward Hussey-Montagu, 1st Earl Beaulieu KB、出生名エドワード・ハッシー（Edward Hussey）、1721年 – 1802年11月25日）は、グレートブリテン王国の政治家、貴族。1758年から1762年まで庶民院議員を務めた。

## 生涯
ジェームズ・ハッシー（James Hussey、1759年没）と妻キャサリン（Catherine、旧姓パーソンズ（Parsons）、初代ロス子爵リチャード・パーソンズの娘）の息子として、1721年に生まれた。1749年に妻の父にあたる第2代モンタギュー公爵ジョン・モンタギューが死去すると、「モンタギュー」を姓に加えた。
1753年8月27日、バス勲章を授与された。
1758年6月、首相ニューカッスル公爵の推薦を受けてティヴァートン選挙区の補欠選挙に出馬、当選を果たした。1759年に父が死去すると、その遺産を継承した。しかし、妻は公爵の娘かつ公爵の未亡人という出自もあり、財産に見合う爵位を有するべきと考え、夫の叙爵を申請した（ハッシー＝モンタギュー自身は叙爵を申請したことはなかったとされる）。
妻による叙爵申請は成功を収め、ハッシー＝モンタギューは1762年5月11日にグレートブリテン貴族であるサウサンプトンシャーにおけるビューリーのビューリー男爵に叙された。ビューリー男爵位の継承規定は（初代男爵と）「モンタギュー公爵ジョンの娘、マンチェスター公爵未亡人イザベラ」の間の息子と定められており、『完全貴族名鑑』によれば平民の妻になったイザベラがそのように呼称されたのは異例だったという。しかし、妻が爵位名に旧姓「モンタギュー」を欲したにもかかわらず、モンタギュー男爵位はハッシー＝モンタギューの叙爵の3日前にジョン・モンタギュー（イザベラの妹の息子）に与えられ、1766年にはイザベラの妹の夫にあたる第4代カーディガン伯爵ジョージ・モンタギューがモンタギュー公爵に叙された。そのため、イザベラは宮廷に現れなくなり、ビューリー男爵も野党に転じた。ビューリー男爵はノース内閣期（1770年 – 1782年）にも野党ホイッグ党に同調して投票したが、フォックス＝ノース連立内閣期（1783年）にチャールズ・ジェームズ・フォックスが提出した東インド法案に反対票を投じたため、小ピットから褒賞を受けることになり、1784年7月8日に同じくグレートブリテン貴族であるビューリー伯爵に叙された。一方で「モンタギュー」の名がつく爵位は得られず、1776年にモンタギュー公爵が娘への特別残余権（special remainder）つきのモンタギュー伯爵位を与えられそうになると、イザベラは首相ノース卿からモンタギュー伯爵位の内諾を得ていると主張して抗議した。ノース卿は国王ジョージ3世に対し、1772年に内諾したと奉答したが、ジョージ3世はイザベラが参内しなくなったことやビューリー男爵が野党に転じたことを理由にビューリー男爵の昇叙を拒否、結局モンタギュー公爵が伯爵位を辞退する形で事態が収まった。
1802年11月25日にドーヴァー・ストリートで死去、12月2日にビューリーで埋葬された。息子ジョンに先立たれており、爵位はすべて廃絶した。一方、ディットン・パークは妻の妹メアリーの娘エリザベスが継承した。

## 家族
1743年ごろ、イザベラ・モンタギュー（1786年12月20日没、第2代モンタギュー公爵ジョン・モンタギューの娘、第2代マンチェスター公爵ウィリアム・モンタギューの未亡人）と秘密結婚した。2人は1男1女をもうけた。
- ジョン（1747年1月18日 – 1787年6月25日） - 庶民院議員、生涯未婚[1]
- イザベラ（1750年8月27日 – 1772年9月3日） - 生涯未婚[4]